# Хьюмс, Эми
Эми Изабель Хьюмс (урождённая Мэттьюс; 5 октября 1887 года – 27 октября 2001 года) — британская долгожительница, старейшая из ныне живущих людей в Европе с момента смерти Мари Бремон 6 июня 2001 года до своей смерти 27 октября того же года.

## Биография
Эми родилась в Бэри, Большой Манчестер в 1887 году. Её отец, Джон Мэттьюс, был полковым барабанщиком ланкаширских стрелков. Хьюмс была младшей из 9 детей. Две её старшие сестры умерли до её рождения, а двое братьев погибли на службе.
Она работала ткачихой и вышла замуж за Филиппа Хьюмса, который умер в 1956 году. У пары было две дочери.
Эми курила до 84 лет и жила без горячей воды в 94 года. Сообщается, что она могла касаться пальцев ног в возрасте 105 лет.
Со смертью Мари Бремон 6 июня 2001 года Эми Хьюмс стала старейшим живущим жителем Европы.
Эми Хьюмс скончалась 27 октября 2001 года, в возрасте 114 лет, 22 дня. После её смерти титул старейшего из ныне живущих европейцев достался 113-летней Жермен Хэй из Франции.

## См.также
- Долгожитель
- Список старейших людей в мире
- Список старейших женщин